# Рао, Чинтамани Нагеса Рамачандра
Чинтамани Нагеса Рамачандра Рао, также известный как C.N.R. Rao (род. 30 июня 1934 года, Бангалор) — индийский химик, специалист в области химии твёрдого тела и структурной химии. Лауреат нескольких престижных научных премий. 16 ноября 2013 года правительство Индии присвоило ему Бхарат Ратна — высшую гражданскую награду в Индии (он стал четвёртым учёным после Чандрасекхары Венкаты Рамана, Висвесварая и Абдул Калама, который получил эту награду).
В настоящее время он является главой Научного консультативного совета при премьер-министре Индии. Доктор, национальный исследовательский профессор, почётный президент и профессор Jawaharlal Nehru Centre for Advanced Scientific Research, почётный профессор Индийского научного института; член Лондонского королевского общества (1982) и Национальной академии наук США, Французской академии, Японской академии, иностранный член Академии наук СССР/Российской академии наук (1988), Американского философского общества (1995) и Китайской академии наук (2013).

## Ранние годы
Отец — Ханиманса Нагеса Рао, мать — Нагамма Нагеса Рао. Он был единственным ребёнком в семье. В раннем возрасте он хорошо разбирался в индуистской литературе благодаря своей матери и в английском языке благодаря отцу. Он не посещал начальную школу, дома его обучала мать, которая была специалистом в арифметике и индуистской литературе. В среднюю школу он пошёл в 1940 году, в возрасте шести лет. Хотя он был самым младшим в своем классе, он обучал своих одноклассников математике и английскому языку. Он сдал экзамен в 1944 году. Ему было десять лет, и его отец наградил его четырьмя аннами (двадцать пять пайсов). Он поступил в школу Ачарья Пашала в Басаванагуди, которая повлияла на его интерес к химии. Он получил аттестат об окончании в 1947 году. Учился на бакалавра в Центральном колледже в Бангалоре. Здесь он развивал свои навыки общения на английском языке, а также изучил санскрит. Степень бакалавра он получил в Майсурском университете в 1951 году, спустя 2 года получил магистра в Бенаресском индуистском университете, а в 1958 году получил степень Ph.D в Университете Пердью, в возрасте двадцати четырёх лет. Его первая научная работа была опубликована в университетском журнале исследований Агра в 1954 году. В 1961 году Рао получил докторскую степень (Dr. Sc.) в Майсурском университете.

## Карьера
Рао вернулся в Бангалор в 1959 году и стал работать в Индийском научном институте в качестве лектора. Здесь он начал свои исследования с шестью аспирантами. С 1963 по 1976 года Рао работал в качестве преподавателя на кафедре химии в Индийском технологическом институте в Канпуре, в качестве директора Индийского научного института с 1984 по 1994 год. В 1964 году Раман сообщил ему, что он был избран членом Индийской академии наук (IASc). Он также был приглашенным профессором в Университете Пердью, Оксфордском университете, Кембриджском университете и Калифорнийском университете в Санта-Барбаре. В настоящее время Рао является профессором Национального исследовательского института и почётным президентом Центра передовых научных исследований Джавахарлала Неру в Бангалоре, Индия. Также он является основателем и президентом Центра передовых научных исследований имени Джавахарлала Неру. В январе 2005 года был назначен председателем Научного консультативного совета премьер-министра Индии, должность, которую он занимал ранее в течение 1985—1989 годов. Он также является директором Международного центра материаловедения (ICMS). Автор более 1400 научных работ и 45 книг.
Профессор Рао женат на Индимати Рао. У них двое детей — Сучитра и Санджай. Его зять, доктор К. Н. Ганеша, является ведущим исследователем в Национальной химической лаборатории в Пуне. У Рао двое внуков — Картик и Сагана.
В 1992 году подписал «Предупреждение человечеству».

## Исследования
Рао является одним из ведущих химиков мира в области химии твердого тела. Он способствовал развитию этой области в течение пяти десятилетий. Его работы по оксидам переходных металлов привели к пониманию новых явлений и связи между свойствами материалов и их структурой.
Рао был одним из первых, кто синтезировал двумерные оксидные материалы, такие как La2CuO4. Его работа привела к систематическому изучению композиционно контролируемых переходов металл-изолятор. Эти исследования оказали большое влияние на колоссальное магнитное сопротивление и высокотемпературную сверхпроводимость. Он внес огромный вклад в изучение наноматериалов в течение последних двух десятилетий. Он является автором около 1500 научных работ и редактором 45 книг.

## Конфликт
Рао был обвинен в плагиате после того, как некорректное заимствование было найдено программой для проверки на плагиат
.  В декабре 2011 года Рао извинился перед рецензируемым научным журналом «Advanced Materials» за использование текста других учёных в своей исследовательской работе. Его сотрудник и соавтор статьи профессор Крупани обвиняет в ошибке аспиранта: «Эти предложения были частью введения статьи, которая была написана нашим студентом, на что ни один из нас (основных авторов, Рао и Крупани) не обратил внимания».
Аспирант взял на себя ответственность за инцидент и извинился. Позже Рао предложил убрать статью из журнала, но редактор решил, что пусть публикация останется, как есть. Рао заявил, что никогда не занимался плагиатом.
Позже сообщалось об ещё нескольких случаях плагиата профессора Рао и его сотрудников. Профессор Рао подвергся критике со стороны индийского учёного за эти инциденты и возложение ответственности на молодых учёных. Также было отмечено, что профессор Рао нарушил научную этику, потребовав включить его в соавторы в статью, в которой его вклад не имеет существенной роли.

## Награды и звания

### Почётные степени и звания
- DSc в Майсурском университете в 1961
- Почётные докторские степени от 53 университетов[8], включая Бордо, Кан, Колорадо, Хартум, Ливерпуль, Северо-Западный университет, Новосибирск, Оксфорд, Пердью, Стелленбос, Университет Жозефа Фурье, Уэльс, Вроцлав, Нотр-Дам, Уппсала, Алигархский мусульманский университет, Анна, Ассошиэйтед Пресс, Банарас, Бенгальский инженерный, Бангалор, Бардхаман, Бунделкханд, Дели, Хайдарабад, Нациоональный Открытый Университет Индиры Ганди, Индийский технологический институт Бомбее, Харагпур, Патна, Технологический Университет Джавахарлал Неру, Кальяни, Карнатака, Калькутта, Кувемпу, Лакхнау, Мангалур, Манипур, Майсур, Османский университет, Пенджаб, Рурки, Тумкур, Шри Венкатешвара, Видьясагар, и Технологический Университет Висвесвария.[15][25]
- Член многих научных ассоциаций в мире, в том числе Индийской национальной академии наук (INSA; 1974),[26] Американской академии искусств и наук, Сербской академии наук и искусств, Папской академии.
- Доктор наук в Калькуттском университете в 2004[27]
- Иностранный член Бангладешской академии наук[28]

### Премии и награды
- 1967 — Медаль Марлоу, Фарадеевское общество в Англии
- 1968 — Премия Шанти Сварупа Бхатнагар в науке и технике
- 1974 — Падма Шри
- 1981 — Медаль Королевского химического общества (Лондон)
- 1985 — Падма Вибхушан
- 1989 — Золотая медаль Хевровски Чехословацкой академии наук
- 2000 — Премия столетия Королевского химического общества, Лондон
- 2000 — Медаль Хьюза
- 2001 — Карнатака Ратна[29]
- 2002 — Большой крест Национального ордена научных заслуг (Бразилия)
- 2004 — Индийская научная премия[30]
- 2005 — Премия Дэна Дэвида в Тель-Авивском университете[31] совместно с Джорджем Уайтсайдсем и Робертом Лангером.[32]
- 2005 — Кавалер ордена Почётного легиона (Франция)
- 2008 — Nikkei Asia Prize по науке, технологии и инновации, Нихон кэйдзай симбун, Япония[33]
- 2008 — Орден Дружбы (6 марта 2008 года, Россия) — за большой вклад в развитие российско-индийских научно-технических связей[34][35]
- 2009 — Королевская медаль Королевского общества
- 2010 — Медаль Август-Вильгельм-фон-Хофманна немецкого химического общества[36]
- 2011 — Научная премия Эрнесто Илли Триест за исследование материалов
- 2012 — Премия по международному научно-техническому сотрудничеству с Китайской академии наук в 2013 году[37]
- 2013 — Бхарат Ратна[7]
- 2015 — Орден Восходящего Солнца 2 степени (Япония)

## Монографии
- Электронные спектры в химии. Пер. с англ. Л. В. Абатурова и Ю. М. Евдокимова. Под ред. проф. Я. М. Варшавского. М., Мир, 1964.[38]
- Новые направления в химии твердого тела: Структура, синтез, свойства, реакционная способность и дизайн материалов. Под ред. Ф. А. Кузнецова. Пер. с англ. В. Е. Федоров и др. Новосибирск: Наука. Сиб. отд-ние, 1990.[39]
- Solid state chemistry. N.Y., 1974.